# درود (آلبوم لیتل میکس)
«درود» (انگلیسی: Salute) دومین آلبوم استودیویی است که توسط گروه دخترانه بریتانیایی لیتل میکس در ۸ نوامبر ۲۰۱۳ از طریق سایکو میوزیک و کلمبیا رکوردز منتشر شد. این آلبوم بیشتر توسط لیتل میکس نوشته شده‌است و آن‌ها اظهار داشتند که در توسعه این آلبوم در مقایسه با دی‌ان‌ای، اولین آلبوم خود، مشارکت بیشتری داشتند. قبل از این آلبوم، تک‌آهنگ «حرکت»، «من کوچک» و «درود» منتشر شد. همچنین این آلبوم، یکی از دو آلبوم استودیویی این گروه است که هیچ همکاری در آن وجود ندارد.